# Johann Wilhelm von Leliwa
Johann Wilhelm von Leliwa (* um 1658; † 26. März 1724 in Schloss Höhnscheid) war ein deutscher Oberst, Bauherr und Gartenarchitekt.

## Leben
Leliwa wurde im Adelslexikon 1683 bis 1688 aufgeführt. Er entstammte dem polnischen Adelsgeschlecht Leliwa. 1720 erwarb der pensionierte Oberst von Fürst 
Friedrich Anton Ulrich von Waldeck und Pyrmont das Schloss Höhnscheid bei Arolsen und ließ dies anschließend zu einem barocken Schloss umbauen. In der evangelischen Kirche zu Freienhagen befand sich eine Empore mit dem Wappen der Familie; Johann Wilhelm von Leliwa schenkte der Gemeinde zur Feier des Abendmahls einen Kelch von 1677 und einen zugehörigen Teller. Er starb am 26. März 1724 in Hönscheidt in seinem 66. Lebensjahr.

## Schloss Höhnscheid
Leliwa beauftragte den Baumeister Julius Ludwig Rothweil, der ein zweiflügeliges Gutshaus mit Wirtschaftshof und umliegenden Barockgarten errichten ließ.